# Tatakae! Chō robot seimeitai Transformer - Victory
Tatakae! Chō robot seimeitai Transformer - Victory (戦え!超ロボット生命体 トランスフォーマーV?, Tatakae! Chō robotto seimeitai Toransufōmā - Bikutorī) è una serie di animazione giapponese della serie Transformers, successiva a Transformer - The Headmasters e a Transformer - Chōjin Masterforce, prodotta dalla Toei Animation nel 1989. La serie è formata da 31 episodi regolari e 13 riassuntivi (di cui gli ultimi sei sono stati pubblicati direttamente per il mercato home video), ed è seguita dall'episodio singolo Transformer - Zone - Shin sōshireikan Daiatlas tōjō!.
La serie è inedita in Italia.

## Trama
Diversi anni dopo gli eventi della serie Super-God Masterforce, la storia si apre con il Godmaster God Ginrai, protagonista della serie precedente, che rassegna le dimissioni sia come capo supremo degli Autobot sia come leader dell'Alleanza di Pace Galattica, a favore di Star Saber, un Autobot considerato il più grande guerriero dell'universo, facente parte di un nuovo tipo di Transformers, i "Brain Master", più potente persino dei Godmaster.
Star Saber si avvale dell'aiuto di altri tre Brain Master, Blacker, Laster e Braver (trasformabili in tre automobili), in grado di combinarsi tra loro per formare il robot gigante Road Caesar. Può contare inoltre sull'aiuto del Rescue Team, formato dai Micromaster, Transformers provenienti dal pianeta Micron, più piccoli dei normali Transformers, capitanati da Holi (trasformabile in macchina della polizia), Pipo (ambulanza), Boater (nave della polizia) e Fire (autopompa), della Multiforce, i cui membri si combinano a due a due, tra i quali figurano Wingwaver, formato da Wing (Jet) e Waver (Nave), Dashtaker, formato da Dash (auto sportiva) e Taker (veicolo militare) e Machtackle formato da Mach (treno) e Tackle (Pickup), per poi combinarsi nel robot gigante Landcross. Assieme a loro c'è anche Jan, un ragazzino che Star Saber ha salvato e adottato tempo addietro e, che in seguito, combatterà su di un veicolo da lui costruito con l'aiuto degli altri Autobot. I nostri eroi usano poi come base di appoggio il veicolo trasformabile Galaxy Shuttle.
Questi Autobot si scontrano con una fazione di Decepticon (Destron nella versione giapponese) guidati dal crudele Deszaras/Deathsaurus, conosciuto con l'epiteto di "Imperatore della Distruzione", trasformabile in un terrificante grifone o drago alato, il quale ha un risentimento personale contro Star Saber. Ai suoi ordini ci sono due gruppi Decepticon, i Breast Force (Leozack, Jaruga/Jaguar, Killbison, DrillHorn, Hellbat, Guyhawk e Deathcobra, quest'ultimo viene ucciso a causa del tradimento di Hellbat), dei quali fa parte lo stesso Deathsaurus, dotati di corazze pettorali che si trasformano in animali robotici e/o nell'arma del robot principale, e i Dinoforce (Goryu/tirannosauro, Rairyu/brontosauro, Gairyu/anchilosauro, Doryu/stegosauro, Kakuryu/triceratopo, quest'ultimo protagonista di siparietti comici, e Yokuryu/pteranodonte), pretenders i cui gusci hanno fattezze di dinosauri. Entrambi questi gruppi si combinano in due robot più grandi, Liokaiser (formato da sei Breastmaster) e Dinoking (formato dai sei Dinoforce). Lo scopo di Deathsaurus è accumulare energon per attivare la sua "Fortezza delle Tenebre", una gigantesca astronave con un enorme potenziale bellico, tale da distruggere interi pianeti, che Star Saber aveva sigillato in una specie di buco nero, nominato anche come la "Nebula Oscura"; ciò è causa dell'odio personale di Deathsaurus nei confronti del leader Autobot.
Le forze Autobot hanno la meglio sui nemici, e questi ripiegano su altri pianeti, tra cui Micron. Qui per la prima volta viene a formarsi Liokaiser, talmente potente da avvicinarsi quasi a sconfiggere Star Saber e, viene dato luogo ad un nuovo scontro diretto tra questi e Deathsaurus, che vuole finire il nemico forte non solo di due unità Breast, Tigerbreast e Eaglebreast, ma anche di una nuova arma, un fucile/mazzafrusto in grado di provocare corrosione progressiva nei corpi metallici dei Transformers. Star Saber viene aiutato dall'amico Greatshot, un robot a sei trasformazioni, e da God Ginrai, giunto in soccorso. Lo scontro porta a quest'ultimo gravi danni, tali da essere ridotto in punto di morte, nonostante l'intervento dell'equipe medica formata da Perceptor, Wheeljack (ex seguaci di Optimus Prime nelle prime serie G1) e Minerva (dalla serie precedente). God Ginrai ormai morente, al fine di essere salvato, accetta di far trapiantare i propri circuiti vitali in un nuovo corpo robotico, per diventare un nuovo robot in grado di combinarsi con Star Saber per potenziarlo. Nasce quindi Victory Leo, un potente robot in grado di trasformarsi in astronave e leone meccanico alato. Dapprima inaffidabile, a causa dell'indole violenta, questo nuovo arrivato diventerà determinante quando in lui si risveglierà la coscienza residua di God Ginrai.
Solo in un episodio appaiono due mercenari Decepticon a tre trasformazioni, BlackShadow e Blue Bacchus, nemici di Greatshot.
Deathsaurus successivamente utilizza una nuova arma, un satellite in grado di lanciare un missile con grande potere distruttivo per ricattare gli Autobot: se osteggeranno i Decepticon nel rubare energon sulla Terra, quest'arma andrebbe a colpire i terrestri. L'arma è in grado di reagire anche al più veloce degli Autobot volanti: Star Saber. Mentre Victory Leo, inizialmente ignaro del ricatto, cerca di combattere i nemici, frenato dagli stessi Autobot, Star Saber si fa applicare da Perceptor un nuovo meccanismo che gli permette di combinarsi finalmente con Victory Leo, prima combinando le due forme jet dei due robot per raggiungere con velocità raddoppiata il satellite da cui Deathsaurus lancia i missili, poi in formazione robot, formando Victory Saber, potentissimo robot che distrugge l'arma Decepticon nonostante l'intervento di Deathsaurus.
Tempo dopo, Deathsaurus riesce a riattivare e liberare la sua fortezza, e la muove contro la Terra: il suo intento è distruggere il pianeta che fu teatro di innumerevoli sconfitte dei Decepticon. La battaglia è senza quartiere. I Dinoforce, che Deathsaurus aveva abbandonato e tradito, cambiano fazione dando informazioni preziose agli eroi. Formato Victory Saber, esso parte all'assalto della Fortezza. Jan con il suo veicolo riesce ad introdurvisi e, il ragazzo poi, usa il suo stesso veicolo per far esplodere il nucleo energetico della fortezza. Victory Leo si sgancia allora da Star Saber per soccorrere il ragazzo, mentre Star Saber attira l'artiglieria nemica. Un intervento di Liokaiser si conclude con la fine di questi, la cui scintilla si spegne a causa dei sistemi della Fortezza stessa. Victory Saber si forma nuovamente, distruggendo definitivamente la fortezza e provocando la fine di Deathsaurus. La pace sembra tornare sulla terra, gli Autobot si dedicano ad attività di assistenza, i Dinoforce usano le loro abilità di costruttori a fin di bene, e Jan supera gli esami con la sua amica/fidanzata, Illumina (conosciuta durante la serie).

## Episodi
| Nº | Giapponese 「Kanji」 - Rōmaji                                          | In onda           | In onda |
| Nº | Giapponese 「Kanji」 - Rōmaji                                          | Giapponese        |         |
| 1  | 「宇宙の勇者・スターセイバー」 - Uchū no Yūsha - Sutā Seibā            | 14 marzo 1989     |         |
| 2  | 「奇襲！ダイノキング」 - Kishū! Dainokingu                             | 28 marzo 1989     |         |
| 3  | 「襲撃！レオザック」 - Shūgeki! Reozakku                               | 4 aprile 1989     |         |
| 4  | 「合体！！マルチ戦隊」 - Gattai!! Maruchisentai                        | 11 aprile 1989    |         |
| 5  | 「出勤！レスキュー部隊」 - Shukkin! Resukyū Butai                      | 18 aprile 1989    |         |
| 6  | 「潜入…ウラン鉱山」 - Sennyū...Uran Kōzan                              | 25 aprile 1989    |         |
| 7  | 「爆破！！エネルギー基地」 - Bakuha!! Enerugī Kichi                    | 9 maggio 1989     |         |
| 8  | 「大都会・地下の恐怖」 - Dai Tokai - Chika no Kyōfu                    | 16 maggio 1989    |         |
| 9  | 「激突！！二大英雄」 - Gekitotsu!! Ni Dai Eiyū                         | 23 maggio 1989    |         |
| 9  | Episodio riassuntivo.                                                  |                   |         |
| 10 | 「新兵士・ヘルバット」 - Shin Heishi - Herubatto                       | 30 maggio 1989    |         |
| 11 | 「シャトル基地を狙え！！」 - Shatoru Kichi wo Nerae!!                  | 6 giugno 1989     |         |
| 12 | 「タンカー強奪作戦」 - Tankā Gōdatsu Sakusen                           | 13 giugno 1989    |         |
| 13 | 「出撃！！ブレストフォース」 - Shutsugeki!! Buresutofōsu               | 27 giugno 1989    |         |
| 13 | Episodio riassuntivo.                                                  |                   |         |
| 14 | 「ジャンを救出せよ！！」 - Jan wo Kyūshutsu se yo!!                    | 4 luglio 1989     |         |
| 15 | 「マッハとタックル」 - Mahha to Takkuru                                | 18 luglio 1989    |         |
| 16 | 「激戦！！アステロイド」 - Gekisen!! Asuteroido                        | 25 luglio 1989    |         |
| 17 | 「マイクロ星・謎の戦士」 - Maikuro Boshi - Nazo no Senshi              | 1º agosto 1989    |         |
| 18 | 「奪還！ガイホーク」 - Dakkan! Gaihōku                                 | 8 agosto 1989     |         |
| 19 | 「合体！ライオカイザー」 - Gattai! Raiokaizā                           | 15 agosto 1989    |         |
| 20 | 「勢揃い！合体戦士」 - Seizoroi! Gattai Senshi                         | 22 agosto 1989    |         |
| 20 | Episodio riassuntivo.                                                  |                   |         |
| 21 | 「復活！？デストロン要塞」 - Fukkatsu!? Desutoron Yōsai                | 29 agosto 1989    |         |
| 22 | 「怒りのバトルアップ！！」 - Ikari no Batoru Appu!!                    | ?                 |         |
| 23 | 「死闘！！南極の攻防戦」 - Shitō!! Nankyoku no Kōbō-sen                | 5 settembre 1989  |         |
| 24 | 「危機！砂漠の待ち伏せ」 - Kiki! Sabaku no Machibuse                   | 12 settembre 1989 |         |
| 25 | 「死を賭けた激闘」 - Shi wo Kaketa Gekitō                              | 19 settembre 1989 |         |
| 25 | Episodio riassuntivo.                                                  |                   |         |
| 26 | 「ジンライ死す！！」 - Jinrai Shisu!!                                  | 26 settembre 1989 |         |
| 27 | 「戦え！！ビクトリーレオ」 - Tatakae!! Bikutorī Reo                    | 26 settembre 1989 |         |
| 28 | 「絶体絶命！！サイバトロン」 - Zettai Zetsumei!! Saibatoron            | ?                 |         |
| 28 | Episodio riassuntivo.                                                  |                   |         |
| 29 | 「めざめよ！ビクトリーレオ」 - Mezameyo! Bikutorī Reo                  | 3 ottobre 1989    |         |
| 30 | 「逆転！必殺のビクトリー合体」 - Gyakuten! Hissatsu no Bikutorī Gattai | 17 ottobre 1989   |         |
| 31 | 「ジャン・学校を守れ！！」 - Jan - Gakkō wo Mamore!!                   | 31 ottobre 1989   |         |
| 32 | 「謎？！基地爆破の罠」 - Nazo?! Kichi Bakuha no Wana                   | 7 novembre 1989   |         |
| 33 | 「死を呼ぶ宇宙昆虫！！」 - Shi wo Yobu Uchū Konchū!!                   | 14 novembre 1989  |         |
| 34 | 「最強！ビクトリーセイバー」 - Saikyō! Bikutorī Seibā                  | 21 novembre 1989  |         |
| 34 | Episodio riassuntivo che sottolinea l'ascesa di Victory Saber.         |                   |         |
| 35 | 「巨大津波の恐怖」 - Kyodai Tsunami no Kyōfu                           | 28 novembre 1989  |         |
| 36 | 「巨大要塞怒りの復活！」 - Kyodai Yōsai Ikari no Fukkatsu!             | 5 dicembre 1989   |         |
| 37 | 「激突！要塞vsビクトリー合体」 - Gekitotsu! Yōsai tai Bikutorī Gattai  | 12 dicembre 1989  |         |
| 38 | 「サイバトロンは永遠に」 - Saibatoron wa Eien ni                       | 19 dicembre 1989  |         |
| 38 | Episodio riassuntivo.                                                  |                   |         |
| 39 | 「輝け！勝利の星」 - Kagayake! Shōri no Hoshi                          | ? (home video)    |         |
| 39 | Episodio riassuntivo.                                                  |                   |         |
| 40 | 「破壊大帝に勝て！」 - Hakai Taitei ni Kate!                           | ? (home video)    |         |
| 40 | Episodio riassuntivo.                                                  |                   |         |
| 41 | 「ＳＯＳ！地球防衛指令」 - Esu Ō Esu! Chikyū Bōei Shirei               | ? (home video)    |         |
| 41 | Episodio riassuntivo.                                                  |                   |         |
| 42 | 「マイクロトランスフォーマー！」 - Maikuro Toransufōmā!                | ? (home video)    |         |
| 42 | Episodio riassuntivo.                                                  |                   |         |
| 43 | 「友情のビクトリーアタック！」 - Yūjō no Bikutorī Atakku!              | ? (home video)    |         |
| 43 | Episodio riassuntivo.                                                  |                   |         |
| 44 | 「銀河にひびけ！愛の鐘！！」 - Ginga ni Hibike! Ai no Kane!!           | ? (home video)    |         |
| 44 | Episodio riassuntivo.                                                  |                   |         |